# The Human Fear
The Human Fear is het zesde studioalbum van de Schotse band Franz Ferdinand dat uitgebracht werd op 10 januari 2025 via Domino Records.

## Productie
Het album The Human Fear werd opgenomen in de AYR Studios in Schotland en werd geproduceerd door Mark Ralph. Ralph werkte al eerder met de band samen voor het album Right Thoughts, Right Words, Right Action in 2013. Zoals de titel van het album suggereert concentreert The Human Fear zich qua thematiek op menselijke angsten en het accepteren hiervan.

## Promotie
Op 11 september 2024 bracht Franz Ferdinand de eerste single van het album uit, "Audacious". Later die week riep NPO Radio 2 de single uit tot hun TopSong. Na "Audacious" bracht de band nog twee singles uit: "Night or Day" en "Hooked".

## Nummers
1. Audacious
2. Everydaydreamer
3. The Doctor
4. Hooked
5. Build It Up
6. Night or Day
7. Tell Me I Should Stay
8. Cats
9. Black Eyelashes
10. Bar Lonely
11. The Birds